# The End We Start From
The End We Start From ist ein Katastrophen-Thriller mit Science-Fiction-Elementen von Mahalia Belo. Der Film basiert auf dem gleichnamigen Roman von Megan Hunter und erzählt von einem Paar, gespielt von Jodie Comer und Joel Fry, das nach verheerenden Überschwemmungen London verlassen hat und mit einem Säugling auf dem Land ein neues Zuhause sucht. Die Weltpremiere erfolgte im September 2023 beim Toronto International Film Festival. Der Kinostart im Vereinigten Königreich erfolgte im Januar 2024. Im Mai 2024 kam der Film in die deutschen Kinos.

## Handlung
Nachdem eine katastrophale Überschwemmung eine frischgebackene Mutter und ihren Partner aus London vertrieben hat, suchen die beiden auf dem Land ein neues Zuhause. Dort angekommen müssen sie feststellen, dass die Situation hier ebenfalls katastrophal ist.

## Literarische Vorlage
Der Film basiert auf dem dystopischen Roman The End We Start From (deutscher Titel: Vom Ende an) von Megan Hunter. Sie wurde 1984 in Manchester geboren und studierte Englische Literatur in Sussex und Cambridge. Ihre Gedichte wurden für den Bridport-Preis nominiert, und sie war Finalistin für den Aesthetica Creative Writing Award. The End We Start From ist ihr Debütroman, wurde in sieben Sprachen übersetzt, kam bei den Books Are My Bag Readers Awards 2017 in die engere Auswahl als Roman des Jahres und wurde für den Aspen Words Prize nominiert. Der Roman ist stark von Hunters fragmentiertem Schreibstil gekennzeichnet.

## Produktion

### Drehbuch und Regie
Hunters Roman wurde von Alice Birch für den Film adaptiert. Zuletzt schrieb sie an den Drehbüchern für die Filme Ein Festtag von Eva Husson und Das Wunder von Sebastián Lelio. Wie in Hunters Roman haben die Figuren auch im Film keine Namen.
Regie führte Mahalia Belo. Sie ist Absolventin der National Film and Television School. The End We Start From ist nach einigen Kurzfilmen, Arbeiten für Fernsehserien und dem Fernsehfilm Ellen Belos erster Kinofilm.

### Besetzung und Synchronisation
| Darsteller           | Synchronsprecher  | Rolle |
| -------------------- | ----------------- | ----- |
| Jodie Comer          | Lena Schmidtke    | Frau  |
| Joel Fry             | Julien Haggège    | R     |
| Katherine Waterston  | Yvonne Greitzke   | O     |
| Benedict Cumberbatch | Sascha Rotermund  | AB    |
| Phillipa Peak        | Gundi Eberhard    | B     |
| Ansu Kabia           | Felix Lampert     | D     |
| Ramanique Ahluwalia  | Kathleen Bauer    | DR    |
| Gina McKee           | Katrin Zimmermann | F     |
| Nina Sosanya         | Daniela Thuar     | G     |
| Theo Barklem-Biggs   | Marc Skanderberg  | L     |
| Sophie Duval         | Agnes Hilpert     | M     |
| Yves Rassou          | Susann Wagner     | MW    |
| Neil Bell            | Mirko Böttcher    | MWC   |
| Mark Strong          | Oliver Siebeck    | N     |
| Mario Vernazza       | Manuel Vaessen    | OM    |
| Alexandria Riley     | Laura Landauer    | P     |
| Charlotte Henry      | Diana Ebert       | V     |

Jodie Comer spielt die frischgebackene Mutter und Joel Fry ihren Partner. Nina Sosanya und Mark Strong spielen seine Eltern. Katherine Waterston ist in der Rolle einer anderen jungen Mutter zu sehen. In weiteren Rollen sind Benedict Cumberbatch und Gina McKee zu sehen.
Die deutsche Synchronisation entstand nach einem Dialogbuch und der Dialogregie von Nana Spier im Auftrag der Iyuno-SDI Group Germany GmbH in Berlin.

### Dreharbeiten und Filmmusik
Die Dreharbeiten fanden ab/im Sommer 2022 in London statt. Als Kamerafrau fungierte Suzie Lavelle.
Die Filmmusik komponierte die Schottin Anna Meredith. Das Soundtrack-Album mit insgesamt 19 Musikstücken wurde am 19. Januar 2024 von Mercury Classics, Soundtrack & Score als Download veröffentlicht. Im Dezember 2023 wurde vorab der auf dem Album enthaltene Song Little World veröffentlicht.

### Marketing und Veröffentlichung
Die Weltpremiere von The End We Start From fand am 10. September 2023 beim Toronto International Film Festival statt. Im Oktober 2023 wurde der Film beim AFI Fest und beim London Film Festival vorgestellt. Am 8. Dezember 2023 kam The End We Start From in ausgewählte US-Kinos. Die Rechte für den Film im Vereinigten Königreich sicherte sich Signature Entertainment. Dort war der Kinostart am 19. Januar 2024. Der Kinostart in Deutschland erfolgte am 30. Mai 2024. Am gleichen Tag eröffnete der Film das von Dieter Kosslick gegründete Festival Green Visions.

## Rezeption

### Altersfreigabe und Kritiken
In den USA erhielt der Film von der MPAA ein R-Rating, was einer Freigabe ab 17 Jahren entspricht. In Deutschland wurde der Film von der FSK bereits ab 12 Jahren freigegeben. In der Freigabebegründung heißt es, der Film konzentriere sich im Rahmen des katastrophischen Settings, das weniger durch Actionszenen als durch atmosphärische Darstellungen charakterisiert wird, ganz auf die Protagonistin. Von einzelnen Bildern von Gewalt, Verletzungen und Leiden wie auch von der teils derben Sprache könnten sich bereits 12-Jährige ausreichend distanzieren. Zudem biete die starke und mutige Hauptfigur und die Betonung positiver Werte Kindern und Jugendlichen ausreichend Halt.

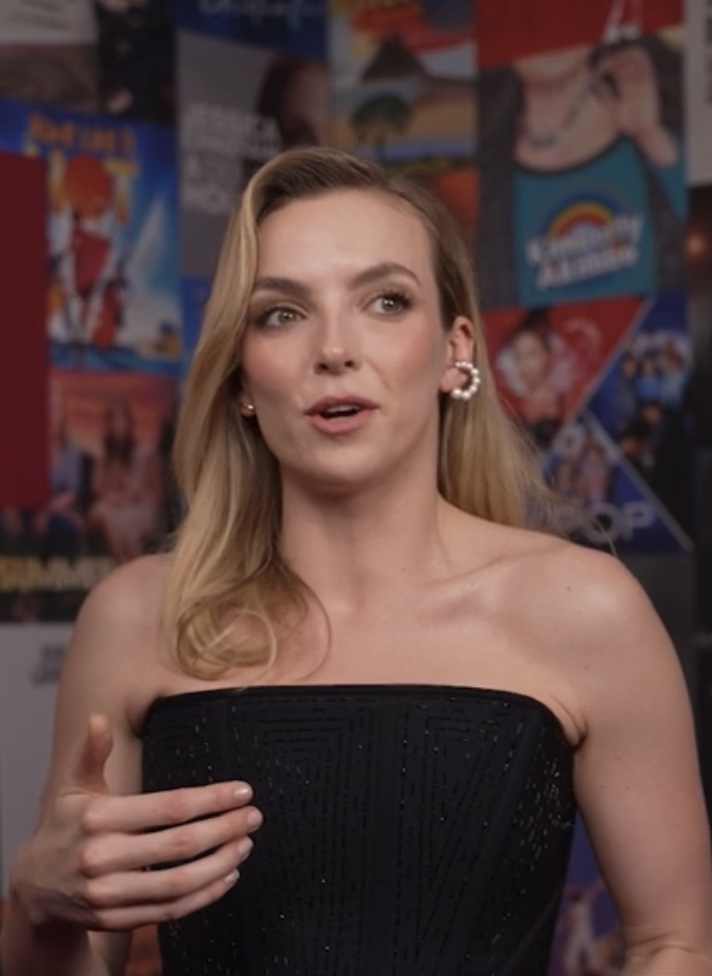
Jodie Comer spielt in einer Hauptrolle die Mutter

Von den bei Rotten Tomatoes aufgeführten Kritiken sind 89 Prozent positiv bei einer durchschnittlichen Bewertung mit 6,9 von 10 möglichen Punkten. Bei Metacritic erhielt der Film einen Metascore von 65 von 100 möglichen Punkten.
Anke Sterneborg schreibt in ihrer Kritik für epd Film, Mahalia Belo spiele in ihrem Spielfilmdebüt mit den Unsicherheiten der Wahrnehmung, im Ungefähren zwischen subjektiver Empfindung und objektiver Katastrophe, zwischen individuellem Geburtstrauma und universellem Naturphänomen. Auch wenn man die Bilder aus zahllosen Apokalypse-Szenarien in Serien und Filmen kenne, sei dieser Film anders, weil er konsequent aus weiblicher Perspektive erzählt und damit eher kontemplativ als kämpferisch ist und eher defensiv als angriffslustig. In der Art, wie er existenzielle Action genreuntypisch runterfährt und stattdessen viel mit Träumen und Erinnerungen, mit langen Blicken in Landschaften und Rückblenden arbeitet, sei der Film fast poetisch. Hauptdarstellerin Jodie Comer dürfe in The End We Start From ganz andere, verletzlichere Seiten zeigen, als in ihren vorherigen Filmen.

### Auszeichnungen
British Independent Film Awards 2023
- Nominierung für die Beste Lead Performance (Jodie Comer)
- Nominierung für die Beste Supporting Performance (Katherine Waterston)
- Nominierung für die Beste Kamera (Suzie Lavelle)
- Nominierung für das Beste Kostümdesign (PC William)
- Nominierung für den Besten Schnitt (Arttu Salmi)
- Nominierung für die Besten Effekte (Theodor Flo-Groeneboom)
- Nominierung für die Beste Ausstattung (Laura Ellis Cricks)
- Nominierung für die Beste Filmmusik (Anna Meredith)
- Nominierung für den Besten Ton (Jens Rosenlund-Petersen, Amy Felton, Joe Jackson, Tim Cavagin und Lori Dovi)